# Gerard van Velde
Gerard van Velde (n. 30 noiembrie 1971, Wapenveld⁠(d), Gelderland, Țările de Jos) este un patinator de viteză ce a reprezentat Regatul Țărilor de Jos, medaliat olimpic. A participat la 3 ediții ale Jocurilor Olimpice (1992, 1994, 2002) în care a câștigat o medalie de aur.